# محافظة غامد الزناد
محافظة غامد الزناد، هي محافظة تتبع لمنطقة الباحة في المملكة العربية السعودية، وهي منطقة زراعية تقع على قمة جبل فسيح، ويتبعها 3 مراكز إدارية أخرى.

## التسمية
سميت محافظة غامد الزناد بهذا الاسم نسبة إلى مركز غامد الزناد، وكانت تتبع إدارياً لمحافظة المخواة إلى أن صدر الأمر السامي بترقية مركز غامد الزناد إلى محافظة فئة (ب) عام 1434هـ.، وأضيفت فرعة إلى غامد الزناد اسم القبيلة، وهو اسم يُطلق على مرتفعات بلاد غامد الزناد في تهامة، وتنقسم الفرعة إلى ثلاثة أقسام: فرعة نصبة، وفرعة المسودة، والفَرعة التي هي فرعة غامد الزناد.

## الموقع
تقع محافظة غامد الزناد بالإقليم التهامي من منطقة الباحة ويربطها طريق بمحافظة المخواة وطريق أيضاً لمحافظة بلجرشي بسراة المنطقة، وتمتد غامد الزناد من وادي الخيطان شرقاً إلى محافظة القنفذة غرباً ومن شدا غامد ووادي الأحسبة وناوان شمالاً حتى بني سُهيم (بالقرن) جنوباً.

## المراكز التابعة للمحافظة
يقع مقر المحافظة بفرعة غامد الزناد، بالإضافة إلى ثلاثة مراكز إدارية تتبع للمحافظة وهي:
- مركز بطاط
- مركز يبس
- مركز نصبة وجبال المسودة

## السكان
بلغ عدد سكان محافظة غامد الزناد (12,506) نسمة حسب تعداد السعودية 2022، عدد السعوديين (11,650)، وعدد غير السعوديين (856) نسمة.

## المحافظ
قرار صاحب السمو الملكي الأمير حسام بن سعود أمير منطقة الباحة على تعيين الأستاذ صقر عبد العزيز بن رقوش محافظاً لغامد الزناد عام 2021 مـ.

## شيخ قبائل غامد الزناد
الشيخ عثمان علي الزندي منذ 1412 خليفة لوالده علي عبد العزيز الزندي.

## آثار غامد الزناد
- الحصون الحربية المتناثرة في مواقعٍ عدة، وكانت تُشكل ثكنات عسكرية يقوم الأهالي بالمرابطة فيها للدفاع عن أنفسهم وأموالهم وأعراضهم
- القرى التي تتواجد فيها المباني الأثرية المبنية من الأحجار الجرانيتية، وتتميز بسماكة جدرانها؛ إذ يصل سُمك الجدار في المبنى الواحد إلى 100سم، ومن أشهر هذه القرى قرية الزناد، وقرية منشلة، وغيرها من القرى الأثرية.[9]